# Aha ha
Aha ha (Menke, 1977) è una specie di imenotteri apoidei della famiglia dei Crabronidae.

## Etimologia
Il nome della specie è uno scherzo dell'entomologo Arnold Menke che l'ha descritta. Nel 1977 ha ricevuto gli esemplari da un collega australiano e una volta aperto il pacco ha esclamato "Aha!".

## Distribuzione
La specie è presente in Australia.